# Галльское нашествие на Балканы

Направления походов галлов.

Галльское нашествие на Балканы — серия военных походов кельтов конца IV века до н. э. — начала III века до н. э., описанная в древнегреческих источниках и подтверждаемая археологическими находками.
Союз кельтских племён, принадлежащих к латенской культуре, начал движение на юго-восток к Балканскому полуострову в IV веке до н. э.; это движение достигло кульминации в начале III века до н. э., когда началось вторжение в Иллирию, Македонию и Фессалию. Вторжение стало возможным из-за разрухи, вызванной войнами диадохов. Часть кельтов затем двинулась на Анатолию, где ими была основана Галатия.
В 279 году до н. э. галлы двинулись на Грецию, разбили греков на перевале Фермопилы и разграбили святилище в Дельфах, но вскоре в 277 году до н. э. сами были разбиты в битве при Лисимахии внезапно высадившимся в Геллеспонте Антигоном Гонатом, положившей конец нашествию галлов на Балканы, а их предводитель Бренн умер от ран. Историки описывают жестокости, которые творили галлы над местными греками после взятия Калитеи. После вторжения греческие мастера изображали гибнущих галлов в своих скульптурах, одна из самых известных — «Умирающий галл».
Ещё один военный поход галлов был на Пергам, где они были разбиты царём Атталом, который увековечил эту победу, воздвигнув Пергамский алтарь.

## Народы юго-восточной Европы

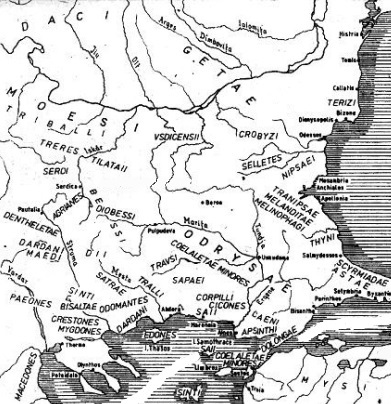
Племена Фракии.

С IV века до н. э. кельтские группы проникли в Карпаты и бассейн Дуная, что совпало с их движением в Италию. Бойи и вольки были двумя крупными кельтскими конфедерациями, которые обычно сотрудничали в своих кампаниях. Отколовшиеся группы двинулись на юг по двум основным маршрутам: один по реке Дунай, другой на восток от Италии. Согласно легенде, 300 000 кельтов переселились в Италию и Иллирию.
К III веку коренные жители Паннонии были почти полностью кельтизированы. Останки латенской культуры широко распространены в Паннонии, но находки на западе за Тисой и на юге за Савой довольно редки. Эти находки считаются местным норико-паннонским вариантом кельтской культуры. Тем не менее встречаются черты, указывающие на постоянные контакты с отдаленными провинциями, такими как Иберия. Плодородные земли вокруг рек Паннонии позволили кельтам легко обосноваться, развивая сельское хозяйство и гончарное дело и в то же время используя богатые рудники современной Польши. Таким образом, получается, что кельты создали себе новую родину в южной части Центральной Европы; в регионе, простирающемся от Польши до реки Дунай, но христианских свидетельств этому практически нет..

## Первые походы
Политическая ситуация на северных Балканах постоянно менялась, и в любой момент времени различные племена доминировали над своими соседями. Внутри племен военные экспедиции проводились «предприимчивым и мобильным классом воинов, способным время от времени завоевывать большие территории и эксплуатировать их население». Политическая ситуация на Балканах в 4 веке до н. э. сыграла на руку кельтам. Иллирийцы вели войну против греков, оставив их западный фланг слабым. Пока Александр Македонский правил Грецией, кельты не осмеливались продвигаться на юг вблизи Греции. Поэтому ранние кельтские экспедиции были сосредоточены против иллирийских племен.
Первым балканским племенем, побежденным кельтами, были иллирийские автариаты, которые в 4 веке до нашей эры обладали гегемонией на большей части центральных Балкан с центром в долине Моравы. Отчет о тактике кельтов раскрывается в их нападениях на ардиеев..
В 335 г. до н. э. кельты отправили своих представителей отдать дань уважения Александру Македонскому, в то время как Македония вела войны против фракийцев на своей северной границе. Некоторые историки предполагают, что этот «дипломатический» акт на самом деле был оценкой военной мощи Македонии. После смерти Александра Македонского кельтские армии начали обрушиваться на южные регионы, угрожая греческому царству Македонии и остальной части Греции. В 310 г. до н. э. кельтский полководец Молистомос вторгся вглубь иллирийской территории, пытаясь подчинить себе дарданцев, пеонов и трибаллов. Однако Молистомос потерпел поражение от дарданцев. Новый македонский царь Кассандр чувствовал себя обязанным взять под свою защиту некоторых из своих старых иллирийских врагов, даже несмотря на то, что иллирийцы вышли победителями. В 298 г. до н. э. кельты предприняли попытку проникнуть во Фракию и Македонию, где потерпели тяжелое поражение у горы Гемус от рук Кассандра. Однако другой отряд кельтов во главе с Камбавлом двинулся на Фракию, захватив большие территории. Кельтское племя сердов жило во Фракии и основало город Сердику, нынешнюю Софию.

### Походы 279 года

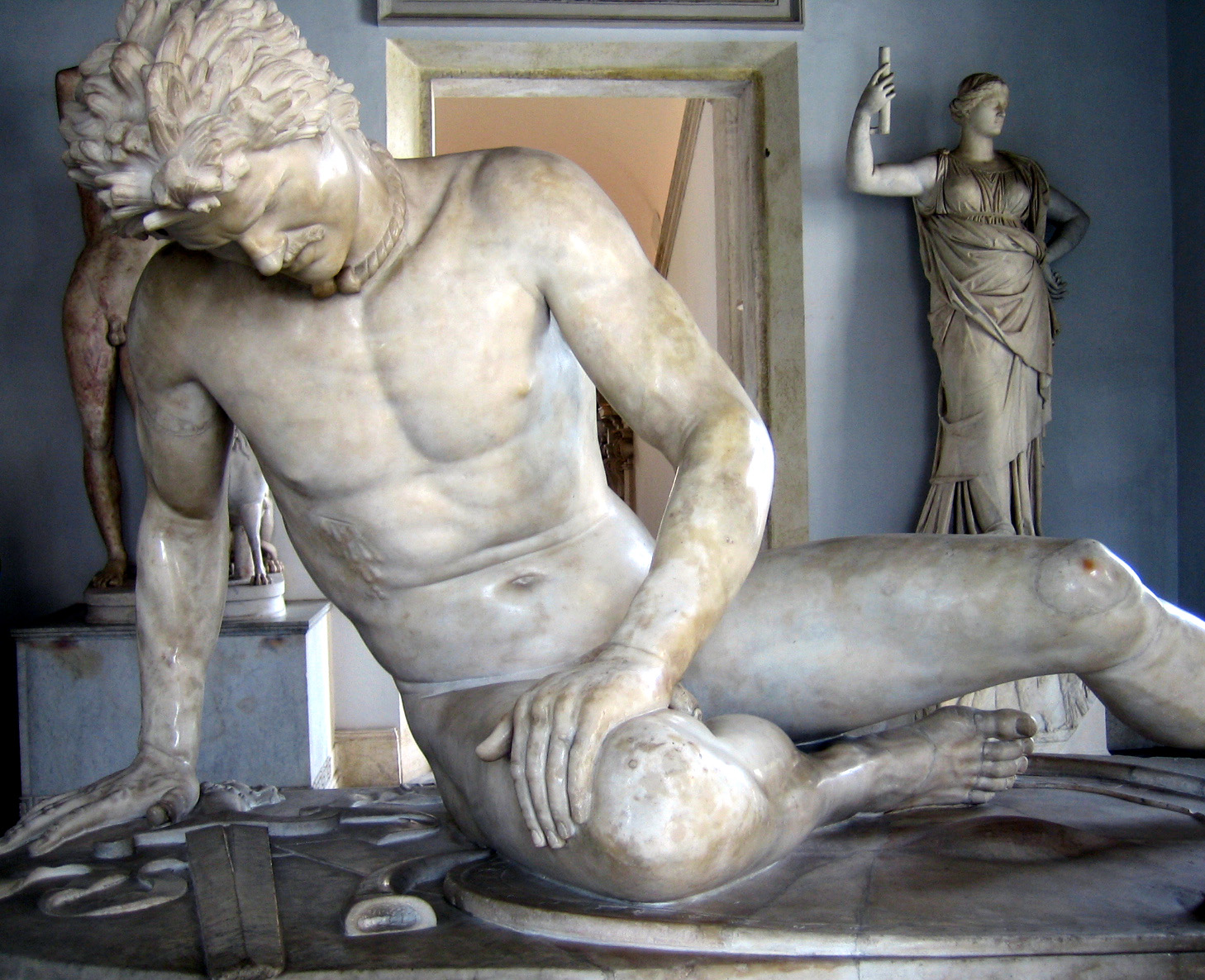
Умирающий галл.

Военное давление кельтов на Грецию на южных Балканах достигло своего поворотного момента в 281 г. до н. э. Крах царства-преемника Лисимаха во Фракии открыл путь для миграции. Причина этого Павсаний объясняет жадностью к добыче, Юстин — результатом перенаселения, а Мемнон — результатом голода. По словам Павсания, первоначальный исследовательский отряд под руководством Камбавла отступил, когда они поняли, что их слишком мало. В 280 г. до н. э. большая армия, насчитывающая около 85 000 воинов, покинула Паннонию, разделилась на три подразделения и двинулась на юг в большом походе в Македонию и центральную Грецию. Под предводительством Церетрия 20 000 человек двинулись против фракийцев и трибаллов. Другие, возглавляемые Бренном и Акихорием, двинулась против пеонийцев, а третьи, возглавляемые Болгом, нацелились на македонян и иллирийцев.
Болг нанёс тяжёлые потери македонянам, чей молодой царь Птолемей Керавн был схвачен и обезглавлен. Однако контингент Болга был отброшен Сосфеном, и, довольные добычей, контингенты Болга повернули назад. Сосфен, в свою очередь, был атакован и побежден Бренном и его отрядом, которые затем могли разорить страну.
После того, как эти экспедиции вернулись домой, Бренн призвал и убедил их организовать третью объединённую экспедицию против центральной Греции во главе с ним и Акихорием. Заявленная численность армии в 152 000 пехотинцев и 24 400 кавалеристов кажется невероятно большой. Фактическое количество всадников должно быть вполовину меньше: Павсаний описывает, как они использовали тактику, называемую тримаркисией, когда за каждым всадником следовали двое конных слуг, которые могли дать ему запасную лошадь, если он должен был спешиваться, взять его с собой или занять его место в бою, если он будет убит или ранен.
Коалиция греков, состоявшая из этолийцев, беотийцев, афинян, фокейцев и других греков к северу от Коринфа, расположилась на узком проходе Фермопилы на восточном побережье центральной Греции. Во время первого штурма силы Бренна понесли тяжелые потери. Поэтому он решил послать большое войско под командованием Акихория против Этолии. Отряд этолийцев, как и рассчитывал Бренн, покинул Фермопилы, чтобы защищать свои дома. Этолийцы массово присоединились к обороне — в бой вступили старики и женщины. Понимая, что галльский меч опасен только в ближнем бою, этолийцы прибегли к тактике перестрелки. По словам Павсания, вернулась только половина того числа, которое отправилось в Этолию. В конце концов Бренн нашел способ обойти проход в Фермопилах, но к тому времени греки бежали морем.

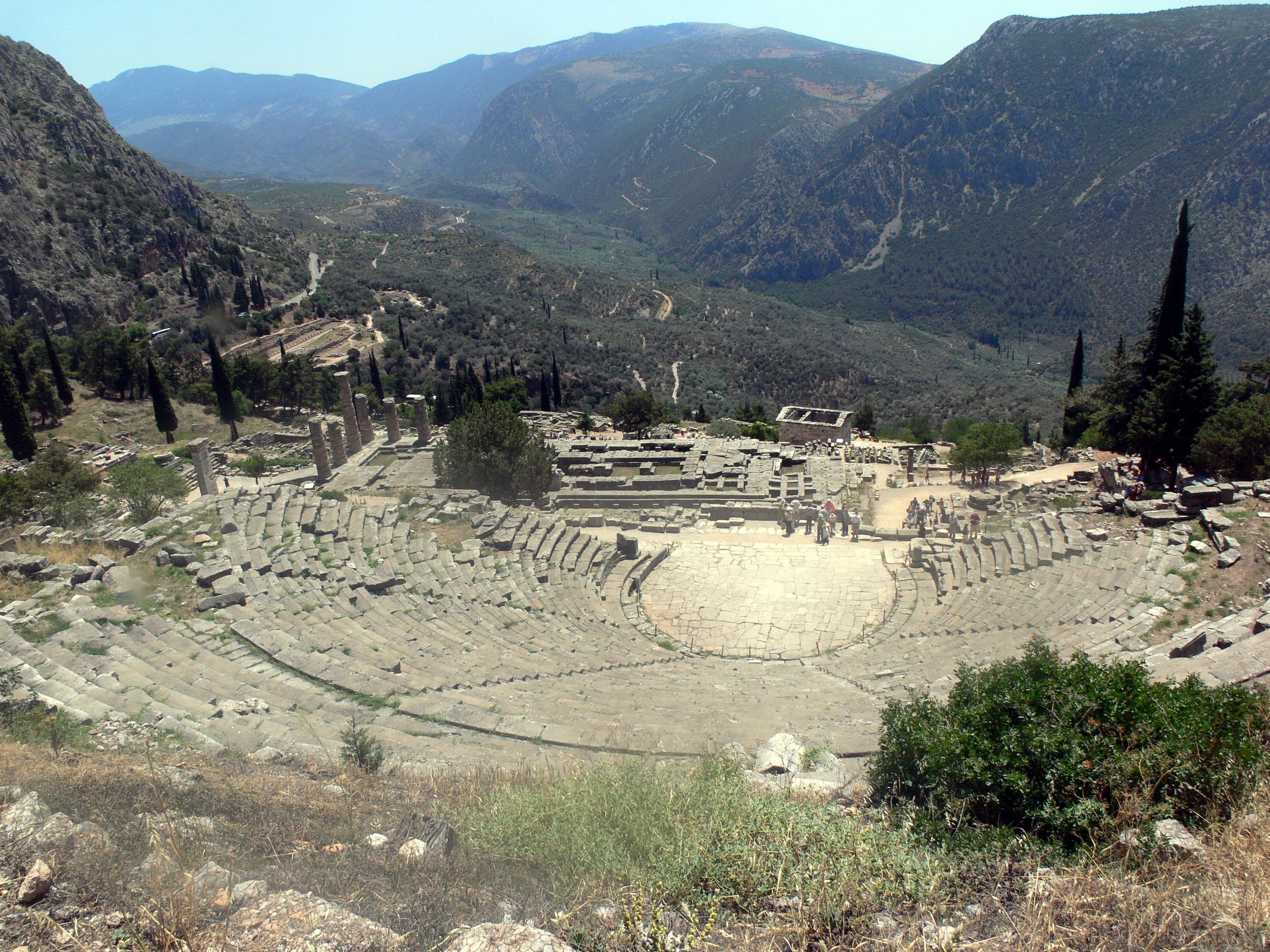
Театр в Дельфах

Бренн двинулся к Дельфам, где потерпел поражение и был вынужден отступить, после чего скончался от ран, полученных в бою. Его армия отступила к реке Сперхей, где была разбита фессалийцами и малийцами.
Оба историка, рассказывающие о нападении на Дельфы, Павсаний и Юниан Юстин, говорят, что галлы были разбиты и отброшены. Их настигла сильная гроза, из-за которой невозможно было ни маневрировать, ни даже слышать их приказы. Последовавшая ночь была морозной, и утром греки атаковали их с обеих сторон. Бренн был ранен, и галлы отступили, убив тех из своих раненых, кто не смог отступить. Той ночью в лагере возникла паника, так как галлы разделились на фракции и сражались между собой. К ним присоединились Акихорий и остальная армия, но греки вынудили их к полномасштабному отступлению. Бренн покончил с собой, выпив чистого вина, согласно Павсанию, или заколов себя, согласно Юстину. Под давлением этолийцев галлы отступили к Сперхеям, где ожидавшие их фессалийцы и малийцы уничтожили их.

#### Проклятое золото Дельф
Страбон сообщает рассказанную в его время историю о полулегендарном сокровище — aurum Tolosanum в 15 тыс. талантов золота и серебра — которое, как предполагается, было проклятым золотом, награбленным во время разграбления Дельф и принесенным назад в Толозу (современная Тулуза, Франция) входившими в армию вторжения тектосагами.
Более чем через полтора века после предполагаемого разграбления Нарбонской Галлией правили римляне. В 105 г. до н. э. во время похода на Араузион проконсул Цизальпийской Галлии Квинт Сервилий Цепион разграбил святилища города Толоза, жители которого присоединились к кимврам, найдя более 50 тыс. 15-фунтовых слитков золота и 10 тыс. 15-фунтовых слитков серебра. Богатства Толозы были отправлены обратно в Рим, но до него дошло только серебро: золото было украдено бандой мародеров, которые, как полагали, были наняты самим Цепионом и убили охрану сокровищ. Золото Толозы так и не было найдено, и, как говорят, оно было передано последнему наследнику Сервилия Цепиона — Марку Юнию Бруту.
В 105 г. до н. э. Цепион отказался сотрудничать с вышестоящим командиром Гнеем Маллием Максимом, потому что считал его novus homo, решив самостоятельно вступить в битву против кимвров при Араузионе, где римляне потерпели сокрушительное поражение.
По возвращении в Рим Цепиона судили за «потерю армии» и растрату. Он был осужден и приговорен к самому суровому приговору: был лишен римского гражданства, ему запретили огонь и воду в пределах 800 миль от Рима, оштрафовали на 15 000 талантов (около 825 000 фунтов) золота и запретили видеться или разговаривать со своими друзьями или семьей, пока он не уехал в изгнание. Остаток жизни он провел в изгнании в Смирне в Малой Азии. Его поражение и последующее разорение рассматривались как наказание за кощунственное воровство.
Страбон дистанцируется от этого рассказа, утверждая, что побежденные галлы были не в состоянии унести такие трофеи и что, в любом случае, Дельфы уже были разграблены фокейцами во время Третьей Священной войны в предыдущем веке. Однако легендарное ограбление Дельф Бренном представлено некоторыми популярными современными историками как факт.

## После походов

Этногенез и миграция племени Вольки.

Некоторые из выживших в греческой кампании во главе с Комонторием (одним из военачальников Бренна) поселились во Фракии. В 277 г. до н. э. македонский царь Антигон II Гонат победил галлов в битве при Лисимахии, и оставшиеся в живых отступили, основав недолговечный город-государство под названием Тилис. Другая группа галлов, отколовшаяся от армии Бренна в 281 г. до н. э., была перевезена Никомедом I в Малую Азию, чтобы помочь победить брата Зипойта Вифина и закрепить за собой трон Вифинии. В конце концов они поселились в регионе, названном в их честь Галатией. Они потерпели поражение от сирийского царя Антиоха I, и в результате оказались прикованы к бесплодным высокогорьям в центре Анатолии.
Кельтские группы по-прежнему были выдающимися политическими единицами на северных Балканах с 4 по 1 век до нашей эры. Бойи контролировали большую часть северной Паннонии во II в. до н. э., а также упоминаются как оккупировавшие территорию современной Словакии. Мы узнаем о других племенах Боянской конфедерации, населяющих Паннонию. В верховьях долины Савы, к западу от Сисака, были тавриски, а в Карпатском бассейне — анарты, оси и котины. В нижней части долины Савы скордиски более века обладали большой властью над своими соседями.
Вторая половина I века до н. э. принесла большие изменения в властные отношения варварских племен в Паннонии. Поражение Конфедерации бойев от гето-дакийского короля Буребисты значительно ограничило кельтский контроль над Карпатским бассейном, и часть кельтизации была обращена вспять. Тем не менее, в источниках фигурирует больше кельтских племен. Геркуниаты и латобики мигрировали из северных областей (Германия). В целом встречаются новые племена, носящие латинские названия (например, арабаты), возможно, представляющие собой новые творения, вырезанные из побежденной конфедерации Боя. Чтобы ещё больше ослабить кельтскую гегемонию в Паннонии, римляне переместили паннонско-иллирийских азали в северную Паннонию. Политическое господство, которым ранее обладали кельты, было омрачено более новыми варварскими конфедерациями, такими как маркоманы и языги. Их этническая независимость постепенно терялась, поскольку они были поглощены окружающими дакийскими, иллирийскими и германскими народами, хотя кельтские имена сохранились до III в. н. э.

## В искусстве
Значение побед в ходе вторжений галлов оценивалось греками и римлянами на уровне героического мифа, на этот сюжет создавались многочисленные произведения искусства. Монументальный скульптурный ансамбль, выполненный по заказу царя Аттала I Пергамского, содержал не менее пятидесяти скульптур, стоявших в святилище Афины Паллады в Пергаме (копии двух скульптур хранились вначале в Капитолии, затем — в различных музеях мира). Античный историк Павсаний описывает сюжеты, композиции и необычные размеры фигур и упоминает «славное дело их на Марафоне против мидян и поражение галатов в Миссии». Создатель и время создания многофигурной скульптурной группы в честь победы над галлами достоверно не известны, исследователи полагают, что работа по созданию скульптурных серий по заказу царя Аттала I в память о победе над кельтами и галатами была поручена придворному скульптору Эпигону, имя которого хранит множество постаментов в Афинах и Пергаме. В одной из работ о скульпторе упоминает Плиний: «У Эпигона, воспроизводившего почти всё указанное выше, превосходны Трубач и младенец, жалостно ласкающийся к убитой матери» (Plin., XXXIV, 88).
В Капитолийских музеях Рима сохранилась мраморная копия, сделанная с оригинала одной из скульптур (вероятно, бронзового), созданного около 230—220 гг. до н. э. — «Умирающий галат». Её копии также хранятся во многих музеях мира, в том числе, в Государственном Эрмитаже, Государственном музее изобразительных искусств имени А. С. Пушкина и других музеях. Известность скульптура «Умирающий галл» получила после того, как Байрон после посещения Капитолийского музея описал её в поэме «Странствия Чайлд-Гарольда». Скульптура стала одним из знаменитейших творений искусства Античности, воспроизведена художниками на многочисленных гравюрах, рисунках, картинах, много раз описана в трактатах об античном искусстве, её копии созданы в мраморе, бронзе, фарфоре и гипсе.